# Lemz Agat
Il Lemz Agat (in russo Агат?) è un home computer a 8-bit prodotto nella Unione Sovietica dalla Lemz nel 1983. Era un clone del sistema Apple II, solo parzialmente compatibile con esso.
Commissionato dal ministero russo per le comunicazioni, fu impiegato per anni nelle scuole sovietiche.
Fu lanciato sul mercato durante la fiera del commercio di Mosca del 1983, e prodotto tra il 1984 ed il 1990 anche se un certo numero di esemplari furono costruiti fino al 1993.

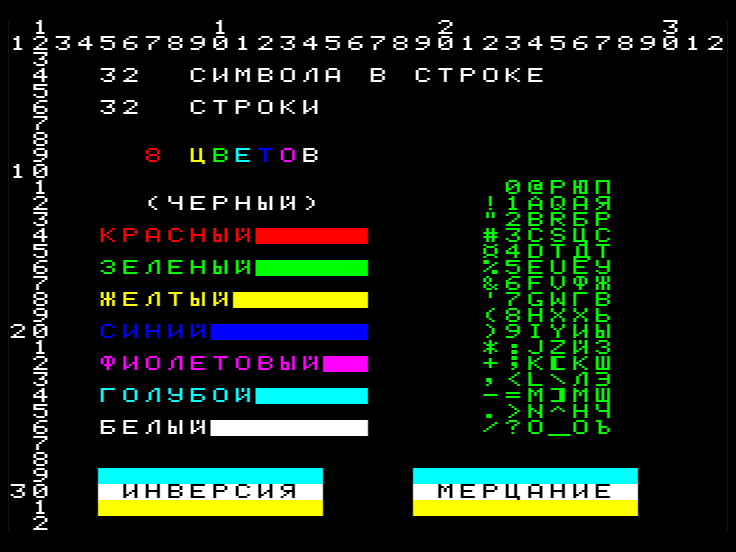
Agat, modo testo 32x32

## Specifiche
- CPU: UMC UM6502[1]
- ROM: 32 KB
- RAM: 64 KB, 128 KB o 256 KB
- Modo grafico: 64×64 pixel (16 colori), 128×128 (8 colori), 256×256 (bianco e nero)
- Modo testo: 32×32

## Software
Škol'nica (in russo Школьница?): Software usato per aiutare insegnanti e studenti nelle scuole. In italiano significa "studentessa". Includeva un'implementazione del linguaggio Robic.

## Versioni
Oltre al modello iniziale, furono prodotte altre versioni del Lemz Agat:
Agat-4: prodotto in piccola quantità nel 1983, anche se popolare, divenne rapidamente obsoleto.
Agat-7: primo modello prodotto in serie a partire dal 1986, aveva una memoria interna e una capacità di disco maggiore rispetto all'Agat-4.
Agat-8: versione aggiornata e migliorata dell'Agat-7.
Agat-9: prodotto finale fabbricato in serie, aveva molti miglioramenti rispetto ai due precedenti modelli, tra cui ulteriori modalità video, una migliore gestione della memoria e una migliore compatibilità con l'Apple II+64K.